# Saint-Pons-de-Thomières
Saint-Pons-de-Thomières är en kommun i departementet Hérault i regionen Occitanien i södra Frankrike. Kommunen ligger i kantonen Saint-Pons-de-Thomières som tillhör arrondissementet Béziers. År 2022 hade Saint-Pons-de-Thomières 1 718 invånare.

## Befolkningsutveckling
Antalet invånare i kommunen Saint-Pons-de-Thomières
Referens:INSEE